# Rycerzyk czerwonołuskowy

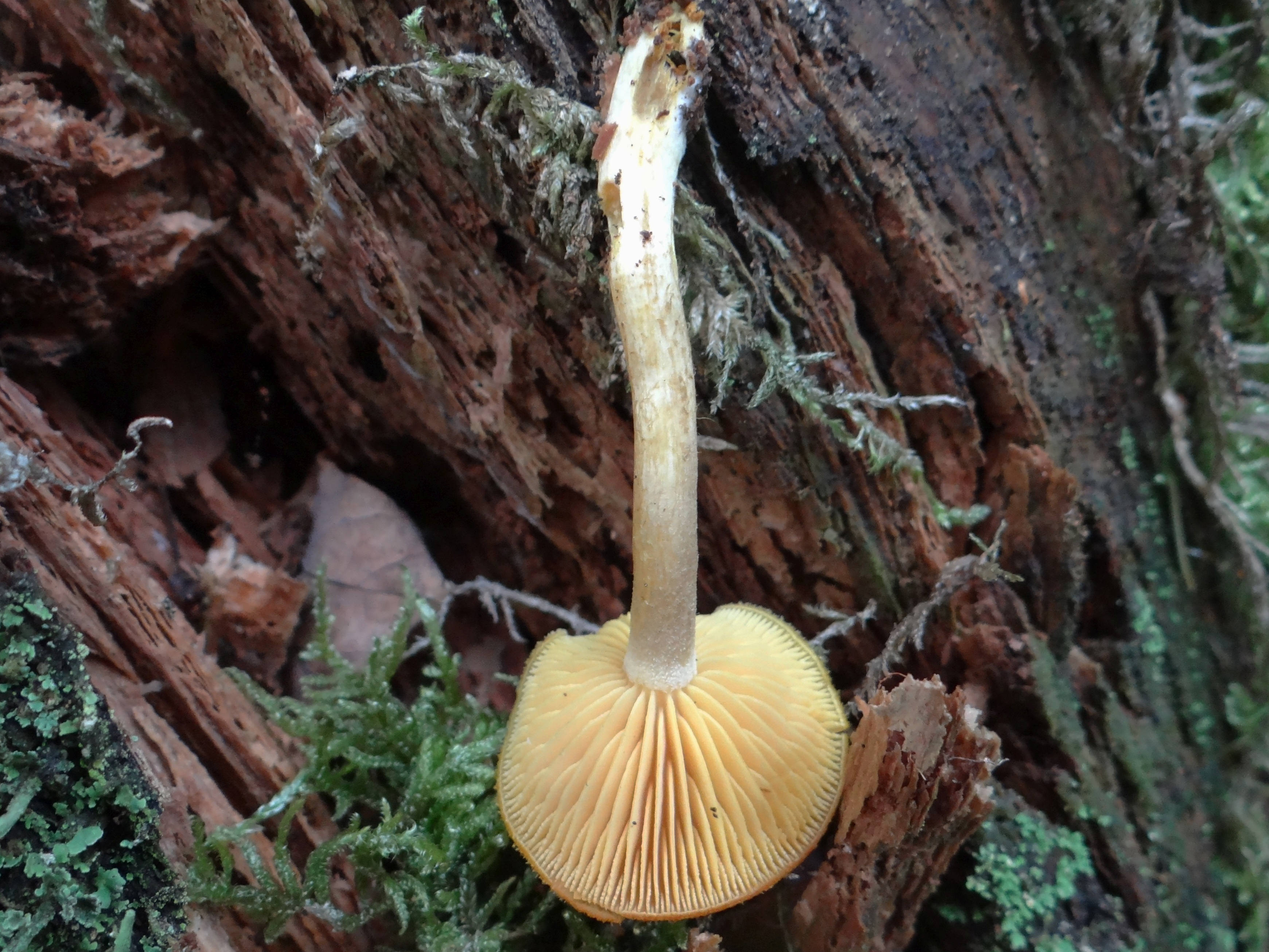

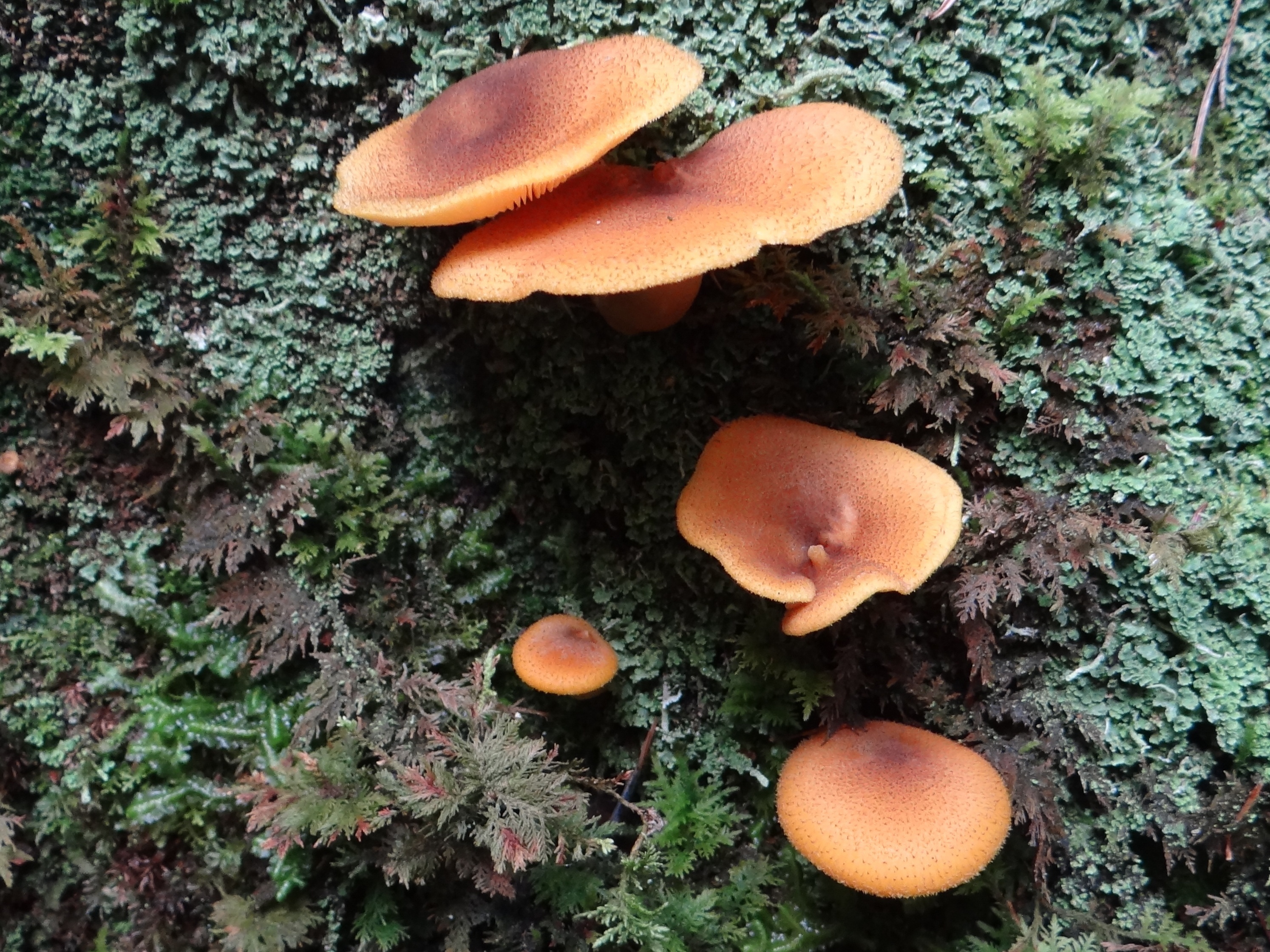

Rycerzyk czerwonołuskowy (Tricholomopsis ornata (Fr.) Singer) – gatunek grzybów należący do rzędu pieczarkowców (Agaricales).

## Systematyka i nazewnictwo
Pozycja w klasyfikacji według Index Fungorum: Tricholomopsis, Incertae sedis, Agaricales, Agaricomycetidae, Agaricomycetes, Agaricomycotina, Basidiomycota, Fungi.
Po raz pierwszy takson ten zdiagnozował w 1838 r. Fries nadając mu nazwę Agaricus ornatus. Obecną, uznaną przez Index Fungorum nazwę nadał mu w 1943 r. Singer, przenosząc go do rodzaju Tricholomopsis. 
Synonimy nazwy naukowej:

- Agaricus ornatus Fr. 1838
- Dendrosarcus ornatus (Fr.) Kuntze 1898
- Pleurotus ornatus (Fr.) Sacc. 1887
- Tricholoma ornatum (Fr.) Quél. 1878
- Tricholomopsis ornata (Fr.) Singer 1943 var. ornata

Nazwę polską nadał Władysław Wojewoda w 2003 r.

## Morfologia
Kapelusz
Średnica 3–6 cm, początkowo wypukły, później płaski, zazwyczaj z niewielkim garbkiem. Powierzchnia o barwie od żółtej do oliwkowożółtej, pokryta rdzawobrązowymi, czasem czerwonawymi łuskami. Brzeg podwinięty i nieco kutnerowaty.
Blaszki
W kolorze żywożółtym o nieco piłkowanych ostrzach.
Trzon
Wysokość 4–6 (8) cm, grubość 0,3–0,5 cm. Kolor jasnocytrynowy, jedynie pod blaszkami oliwkowy. Powierzchnia włókienkowata, ale bez łusek, pod samymi blaszkami oprószona. Pierścienia brak.
Miąższ
Żółty, bez zapachu i bez smaku. Dobrą cechą rozpoznawczą jest reakcja z amoniakiem; miąższ w reakcji z nim nie zmienia barwy, podczas gdy u T. rutilans zmienia barwę na żywo różową, a u T. decora na pomarańczową.
Zarodniki
Eliptyczne o rozmiarach (6)7–9(10) × 4,5–6 μm. Cheilocystydy maczugowate lub workowate, pleurocystydy o kształcie od cylindrycznego do wrzecionowatego.

## Występowanie i znaczenie
W polskiej literaturze mykologicznej opisano tylko jedno stanowisko tego grzyba (w Białowieskim Parku Narodowym), jednak jego rozprzestrzenienie nie jest znane, niewątpliwie występuje również w wielu innych miejscach.
Saprotrof. Rośnie w lasach iglastych i mieszanych na próchniejącym drewnie. Grzyb niejadalny.

## Gatunki podobne
- rycerzyk oliwkowożółty (Tricholomopsis decora) ma łuski oliwkowobrązowe do oliwkowoczarnych[4].